# Parc Jeanne-Mance
Parc Jeanne-Mance är en park i Kanada.   Den ligger i regionen Montréal och provinsen Québec, i den sydöstra delen av landet, 160 km öster om huvudstaden Ottawa. Parc Jeanne-Mance ligger 188 meter över havet. Den ligger vid sjön Lac aux Castors.
Terrängen runt Parc Jeanne-Mance är huvudsakligen platt, men den allra närmaste omgivningen är kuperad. Parc Jeanne-Mance ligger uppe på en höjd. Runt Parc Jeanne-Mance är det mycket tätbefolkat, med 6 241 invånare per kvadratkilometer.. Närmaste större samhälle är Montréal, 1,1 km norr om Parc Jeanne-Mance. 
Runt Parc Jeanne-Mance är det i huvudsak tätbebyggt.